# The Invincible
The Invincible — пригодницька відеогра, розроблена Starward Industries і видана 11 bit studios. Вона ґрунтується на науково-фантастичному романі «Непереможний» (1964) Станіслава Лема. Сюжетна історія, що відбувається на планеті Реґіс-3, оповідає про астробіолога Ясну, яка шукає своїх зниклих товаришів по екіпажу. Ігровий процес має управління від першої особи, через яке гравець контролює Ясну й досліджує середовище. Розробкою керував Марек Маркушевський, виконавчий та ігровий директор Starward, яка здебільшого складається з колишніх працівників Bloober Team, CD Projekt Red і Techland. Гра була створена на основі ігрового рушія Unreal Engine 5. The Invincible була випущена для PlayStation 5, Windows та Xbox Series X/S у листопаді 2023 року. Вона отримала змішані відгуки. Оглядачі похвалили візуальне та звукове оформлення, а також озвучування; вони неоднозначно оцінили наративну складову й ігровий процес.

## Ігровий процес
The Invincible є пригодницькою відеогрою від першої особи. Гравець контролює Ясну, астробіолога з космічного корабля «Бабка», яка опиняється на планеті Реґіс-3 у пошуках зниклих товаришів по екіпажу. Пересуваючись різноманітними локаціями, як-от покинуті табори та підземні печери, гравець знаходить записки та аудіозаписи, що розкривають події, які відбулися раніше, і розгадує головоломки, щоб знайти шлях або потрібні предмети. У деяких локаціях для швидкого пересування доступний всюдихід. Ясна має кілька гаджетів, включно з радаром і сканером місцевості, а також журнал, де, крім іншого, доступна карта. Крім того, вона має радіопередавач, за допомогою якого може спілкуватися з Новіком — капітаном «Бабки». У грі присутнє дерево діалогів із кількома варіантами відповідей; деякі діалоги мають обмеження за часом. Певні діалоги та дії, наприклад, пожертвування кисневим балоном для порятунку неігрового персонажа, частково впливають на розвиток сюжету та його завершення. У грі є спеціальне меню, що дає змогу розпочати проходження з будь-якого ключового моменту. Крім того, ігровий процес передбачає кілька опцій спеціальних можливостей, як-от текстові та звукові підказки, а також фоторежим.

## Розробка й випуск
The Invincible була розроблена незалежною студією Starward Industries, що здебільшого складається з колишніх працівників Bloober Team, CD Projekt Red і Techland, та працевлаштовувала приблизно 30 осіб станом на серпень 2022 року. У команду розробників входять ігровий директор Марек Маркушевський, який також є виконавчим директором Starward, сценарист Міхал Галек, художній директор Войцех Острихаж, композитор Брунон Любас та провідний програміст Даніель Бетке. Розробка проєкту почалася у 2018 році під робочою назвою Project I. Студія вирішила використати роман «Непереможний» (1964) Станіслава Лема як основу для своєї першої гри, адже книга не була «експлуатована» в медійних ресурсах. Також Starward вважала, що роман має «захопливий» сюжет із детально опрацьованими персонажами та описами, і відповідний розмір для створення якіснішого продукту з огляду на невеликий штат співробітників. Крім того, розробники хотіли віддати шану Лему, який жив і писав свої роботи в їхньому рідному місті Кракові. Під час розбудови концепції студія досліджувала різноманітні матеріали, включно з іграми Alien: Isolation (2014) та Firewatch (2016), які вплинули на елементи ігрового процесу та загальну атмосферу. Starward описала The Invincible як AA-гру, створену з досвідом розробки ААА-проєктів.
Розробники використали багато елементів із роману, зокрема структуру світу та ключові сцени, водночас додавши нових персонажів, прагнучи представити оригінальну історію з нового погляду, і тим самим зробити її «привабливою» як для читачів Лема, так і тих, хто раніше не читав його твори. Хоча ігровий процес має елементи бойовика, студія акцентувала на його імерсивності, вважаючи, що це зробить проходження «ціліснішим і правдоподібнішим». За словами Мацея Добровольського, маркетингового директора Starward, команда хотіла створити більше ігрових механік, щоб запобігти класифікації гри як «чергового симулятора ходіння». Атомпанк був основним джерелом натхнення для ретрофутуристичного художнього стилю; Острихаж знаходив ідеї в різних джерелах, включно з обкладинками книг, дизайном та обладнанням 1950-х та 1960-х років, а також ілюстраціями Крістофера Фосса. Команда використовувала ігровий рушій Unreal Engine 4 для розробки The Invincible. Версія для PlayStation 5 використовує особливості консолі й контролера DualSense, включно з технологією об'ємного звуку Tempest 3D AudioTech і адаптивними гачками відповідно.
The Invincible була анонсована 15 вересня 2020 року через акаунт Starward у Твіттері, де також було показано кілька скриншотів. У вересні 2021 року студія взяла участь у події, присвяченій сторіччю Лема, де демонструвала різноманітні матеріали з гри на окремому стенді. У жовтні Starward показала тизер-трейлер, а в червні 2022 року продемонструвала ігровий процес. У лютому 2023 року було представлено офіційний трейлер. У березні гра була показана на конференції GDC, в рамках якої журналістам була представлена демоверсія проєкту. Крім того, демоверсія була доступна для користувачів сервісу Steam у травні під час проведення цифрового фестивалю LudoNarraCon. У червні було представлено сюжетний трейлер. Впродовж розробки студія також випустила кілька відеощоденників стосовно роботи над проєктом. The Invincible була випущена 6 листопада 2023 року для PlayStation 5, Windows та Xbox Series X/S; до цього її випуск було перенесено з 2021-го на 2022-й.

## Сприйняття
| Агрегатор  | Платформа | Оцінка |
| ---------- | --------- | ------ |
| Metacritic |           |        |
| PS5        | 70/100    |        |
| Win        | 72/100    |        |
| XSXS       | 72/100    |        |
| OpenCritic |           |        |
| Н/Д        | 62 %      |        |

| Видання        | Платформа | Оцінка |
| -------------- | --------- | ------ |
| Eurogamer      |           |        |
| Win            | [ 6 ]     |        |
| IGN            |           |        |
| Win            | 5/10      |        |
| PC Gamer (США) |           |        |
| Win            | 77/100    |        |
| PCGamesN       |           |        |
| Win            | 6/10      |        |
| Push Square    |           |        |
| PS5            | [ 7 ]     |        |
| Shacknews      |           |        |
| Win            | 8/10      |        |

The Invincible отримала «змішані або середні» відгуки за даними агрегатора рецензій Metacritic. Агрегатор OpenCritic позначив 57 % оглядів як такі, що рекомендують гру. Оглядачі похвалили візуальне та звукове оформлення, а також озвучування; вони неоднозначно відгукнулися щодо наративу та ігрового процесу. Крістіан Смошна із CD-Action назвав The Invincible вдалим дебютом для Starward Industries, зазначивши, що вона є «добротним, ретельно обміркованим продуктом в усіх аспектах без істотних недоліків». Джош Бродвелл із Shacknews висловив сподівання, що гра «покладе початок тенденції настільки ж виваженого підходу до масштабних ідей з історії та літератури». Кшиштоф Мисяк із Gry-Online назвав гру «тріумфом на кількох рівнях», зазначивши, що розробникам «майстерно вдалося передати атмосферу й посил» роману Лема. Водночас Ендрю Макмагон з IGN підсумував, що «краще просто прочитати [„Непереможного“ Лема]; принаймні, ваша уява не буде настільки обмежена, як у цій грі». Багато оглядачів порівняли The Invincible з Firewatch, вказавши на схожість деяких аспектів ігрового процесу.
Бродвелл із Shacknews назвав сюжет The Invincible «одним із найнезабутніших» в іграх 2023 року, заявивши, що той є «винятковим здобутком у сфері науково-фантастичного оповідання». Проте він зазначив, що інколи наратив втрачає динаміку й не завжди «сягає тих філософських вершин, до яких, як здається, прагне». Смошна із CD-Action і Мисяк із Gry-Online високо оцінили, як розробники адаптували оригінальну історію Лема та додали до неї власні наративні елементи. Смошна написав: «[Гра] має чудову, захопливу історію, майстерно підкидаючи все нові й нові загадки, які зберігали мою зацікавленість протягом усього проходження і, що найголовніше, неодноразово дивували, змушуючи приймати рішення, які не завжди мені подобалися». Водночас Джон Бейлс із PC Gamer зазначив, що деякі запозичені з роману ідеї були втілені в грі надто прямолінійно, що, на його думку, завадило історії розвиватися органічно. Натомість Ліам Крофт із Push Square та Ендрю Вебстер із The Verge високо оцінили варіанти відповідей, які, за словами Вебстера, «спрямовують [гравця] так, що це здається природним і необхідним». Крім того, Крофт позитивно оцінив реалізацію елементів жорсткої наукової фантастики. З іншого боку, Мисяк назвав вплив варіантів на сюжет «здебільшого ілюзорним», водночас розкритикувавши темп гри, вважаючи деякі сюжетні моменти затягнутими. Джош Браун із PCGamesN, навпаки, похвалив темп, назвавши його «бездоганним».
Деякі оглядачі зазначили, що сюжет слабшає в другій половині гри, втрачаючи «інтерактивну динамічність» і стаючи «схожим на наукові обчислення на автопілоті», як висловився Стівен Скейф зі Slant Magazine. Роберт Перчіс із Eurogamer загалом оцінив гру як «дещо поверхневу» й заявив, що почував себе «радше пасажиром, ніж водієм»: «У такі моменти складалося враження, ніби хтось просто переказує мені сюжет, замість того, що я сам проходжу гру». Скейф також розкритикував наративну манеру, висловивши думку, що та створює відчуття відстороненості від Ясни та її історії, часом нагадуючи «хитромудру обгортку для подкасту», тоді як тези «холодно викладені в діалогових варіантах». Макмагон з IGN висловив невдоволення браком сюжетного контексту на початкових етапах гри та в більшості закінчень, які, на його думку, «не приносять задоволення, залишаючи лише гіркий присмак [...] і не дають жодної розв'язки». Водночас Перчіс і Макмагон високо оцінили Ясну, причому Макмагон назвав її «захопливим [персонажем], за якого важко не переживати». Деякі оглядачі відзначили якість діалогів, які Смошна із CD-Action назвав «однією з найсильніших сторін» гри. З іншого боку, Скейф розкритикував «затягнутість» деяких діалогів та відсутність розвитку другорядних персонажів. Оглядачі високо оцінили озвучування, яке, на думку Бейлса з PC Gamer, є «одним із найважливіших» компонентів The Invincible. Джон Волкер із Kotaku також висловив похвалив акторів, зазначивши, що «кожен [з них у грі] на висоті».
Смошна із CD-Action похвалив ігровий процес, відзначивши систему діалогів та інтерфейс, але розкритикував управління всюдиходом. Бродвелл із Shacknews визнав головоломки «такими, що задовольняють [... і] доволі винахідливими», а також похвалив гаджети, які надали грі «приємного відчуття реалізму», сприяючи зв'язку з Ясною і сетингом. Брауну з PCGamesN гаджети здалися «незграбними та, подекуди, мало придатними». Крім того, він розкритикував систему чекпоїнтів та збережень, й описав інтерактивність у грі як надто «безпечну і прямолінійну». Крофт із Push Square відзначив управління та меню з ключовими моментами, назвавши його «чудовим невеликим бонусом». Проте він зазначив, що ігровий процес є обмеженим і слугує радше «інструментом для розповіді сюжету, аніж повноцінною системою». Макмагон з IGN охарактеризував ігровий процес як «безглуздий» і позбавлений цікавих чи складних елементів. Він також висловив думку, що деякі механіки були додані лише щоб «виправдати статус [The Invincible] як інтерактивної гри, а не візуальної новели». Деякі оглядачі розкритикували повільне пересування Ясни та реалізацію карти. Крім того, вони негативно оцінили систему невидимих стін, яка ускладнила навігацію локаціями.
Волкер із Kotaku похвалив візуальне оформлення, описавши його як «безмежно гарне», а Бродвелл із Shacknews назвав Реґіс-3 «головним героєм» гри. Джуліан Бенсон із Rock Paper Shotgun порівняв пейзажі планети з обкладинками науково-фантастичних романів 60-х років. Смошна із CD-Action похвалив дизайн роботів, транспортних засобів і гаджетів, назвавши його «вельми оригінальним». Коул Мартін із Windows Central відзначив ступінь деталізації різних об'єктів, але дещо розкритикував моделі персонажів. Оглядачі високо оцінили ретрофутуристичну естетику гри та анімації. Водночас вони зазначили про наявність візуальних артефактів, як-от проблеми з освітленням і текстурами. Смошна назвав звукове оформлення «абсолютно феноменальним», написавши: «Музика одночасно чарівна і тривожна; вона стримана, коли це необхідно, й урочиста в інші моменти, але без зайвої епічності».